# Ailill mac Echach Mugmedóin

Ailill mac Echach Mugmedóin est un prince irlandais semi-légendaire. il est un trois fils de l'Ard ri Erenn Eochaid Mugmedón et de son épouse Mongfind (en), la sœur de Crimthann mac Fidaig .Ancêtre éponyme des Uí Ailello rois de Tir nAilello, une dynastie du Connacht il est réputé avoir vécu au IVe siècle.

## Légende
Le récit « La mort Violente de Crimthann mac Fidaig et des Trois fils d'Eochaid Muigmedón » raconte l'histoire des fils d'Eochaid Mugmedón. 
Selon ce conte, son demi-frère l'Ard ri Erenn Niall Noigiallach nomme le frère germain d'Ailill, Fiachrae son champion et le collecteur de ses tributs et otages. Après la mort de leur frère Brion. Ailill accompagne Fiachrae dans une expédition victorieuse dans le 
Munster mais Fiachrae est mortellement blessé. Aprsè la mort de Fiachrae, Ailill est capturé et exécuté par
Eochaid mac Crimthainn le roi de Munster. Selon la légende il est inhumé Heapstown Cairn (en), dans le Comté de Sligo.

## Sources
- (en) Francis John Byrne, Irish Kings and High-Kings, Londres, Batsford, 1973 (ISBN 0-7134-5882-8).
- (en) T.W Moody, F.X. Martin, F.J. Byrne A New History of Ireland IX Maps, Genealogies, Lists. A companion to Irish History part II. Oxford University Press réédition 2011  (ISBN 9780199593064) Kings of Connacht to 1183 p. 206.